# Ivan Krstitelj Tkalčić
Ivan Krstitelj Tkalčić (Zagreb, 4. svibnja 1840. – Zagreb, 11. svibnja 1905.), bio je hrvatski svećenik i povjesničar.

## Životopis
Ivan Krstitelj Tkalčić rođen je u Zagrebu 1840. godine. U rodnom gradu pohađao gimnaziju. Zaređen je za svećenika 1862. godine. Po završetku studija bogoslužja prvo je službovao do 1867. godine kao kapelan u Sisku a potom bio je župnik u Zagrebu. Od 1882. do 1892. godine bio je službenik arhiva i knjižničar HAZU-a (Hrvatska akademija znanosti i umjetnosti, tada Jugoslavenska akademija znanosti i umjetnosti) u Zagrebu, a od 1883. godine bio je redoviti član Akademije.
Tkalčić je zaslužan za izdavanje mnogih povijesnih radova. Radio je na povijesti grada Zagreba i Zagrebačke nadbiskupije. Imao je pionirsku ulogu u razvoju arheologije na sisačkom području.

## Djela
Nepotpun popis:
- Hrvatska povjestnica, Brzotiskom Dragutina Albrechta, Zagreb, 1861. (2. izd. 1862.; pretisak, Fortuna d.o.o., Strmec Samoborski, 2011.)
- Na uspomenu tisuću-godišnjice sv. Cyrilla i Methoda slovjenskih apostolah, Tiskom i troškom Albrechtovim, Zagreb, 1863.
- Severila, ili Slika iz progonstva kršćanah u Sisku: historična pripoviest iz četvrtoga stoljeća, Tiskom i troškom Albrechtovim, Zagreb, 1866.
- Sumporne toplice kod Varaždina u Hrvatskoj: (Varaždinske Toplice), Pismeni Dragutina Albrechta, Zagreb, 1869.
- Poviest Hrvatah, Troškom knjižare Albrechta i Fiedlera, Zagreb, 1870.
- Povjestni spomenici zagrebačke biskupije = Monumenta historica episcopatus Zagrabiensis, Tiskom Karla Albrechta, I–II, Zagreb, 1873. – 1874.
- Prvostolna crkva zagrebačka,  Tisak Dioničke tiskare, Zagreb, 1880.
- Ivan arcidjakon Gorički: domaći pisac u IV. vieku, Tisak Dioničke tiskare, Zagreb, 1886.
- Povjestni spomenici slobodnog kraljevskog grada Zagreba priestolnice Kraljevine dalmatinsko-hrvatsko-slavonske, I–XI, 1889. – 1905.
- Slob. kralj. glavni grad Zagreb do svršetka XIV. vieka, Brzotiskom Karla Albrechta, Zagreb, 1889.
- Parnice proti vješticam u Hrvatskoj, Zagreb, 1891.
- Izprave o progonu vješticah u Hrvatskoj.: [predano u sjednici filologičko-historičkoga razreda jugoslavenske akademije znanosti i umjetnosti dne 22. listopada 1890.], Tisak Dioničke tiskare, Zagreb, 1892.
- Slob. kralj. glavni grad Zagreb u XV. vieku, Brzotiskom Karla Albrechta, Zagreb, 1895.
- Slavensko bogoslužje u Hrvatskoj, Naklada i tisak Dioničke tiskare, Zagreb, 1904.

## Vanjske poveznice
- Ivan Krstitelj Tkalčić Hrvatska enciklopedija
- Ivan Krstitelj Tkalčić, Proleksis enciklopedija
- Život i djela Ivana Krstitelja Tkalčića